# 브리오르
브리오르 (Briord)는 프랑스 오베르뉴론알프 앵주의 코뮌이다. 브리오르 마을 사람들은 '브리올랑 / 브리올랑드' (Briolands / Briolandes)라 부른다.

## 지리
론강의 우안에 위치해 있다. 해발고도는 200m에서 580m로 평균고도는 210m이다. 부베스키리외, 몽타니외, 세요나, 뤼, 크레메피외 등의 코뮌과 경계를 이룬다.
RD 19 (솔브레나즈-브레니에코르동 구간) 도로의 중간지점에 위치해 있다.

## 역사
브리오르는 로마 제국을 거쳐 부르군트, 메로베우스 왕국의 지배를 받았다. 1956년부터 1961년까지 '플랑테'라 부르는 갈리아와 바바리아 시대의 거대 공동묘지가 발굴된 적이 있는데, 총 200여 개에 달하는 묘지에 추정연대는 1세기에서 12세기까지 거슬러 올라간다. 또 초창기 가톨릭 교회도 작은 규모로 지어졌다가 완전히 폐허로 남은 흔적도 발견되었다. 묘지 중 비교적 최근에 생긴 묘지들은 교회의 돌을 가져다 썼거나 바로 그 자리에 묘를 세운 것이었다. 1964년부터 1965년까지 새로 조사한 결과 73개의 묘가 다시 발견되었다. 이때 일부 묘비에는 글자가 씌여 있기도 했다. 이후 1981년까지 발굴이 계속되었다..

## 인구
| 연도 | 인구  | ±%    |
| ---- | ----- | ----- |
| 2005 | 800   | —     |
| 2006 | 833   | +4.1% |
| 2007 | 838   | +0.6% |
| 2008 | 856   | +2.1% |
| 2009 | 875   | +2.2% |
| 2010 | 893   | +2.1% |
| 2011 | 902   | +1.0% |
| 2012 | 919   | +1.9% |
| 2013 | 946   | +2.9% |
| 2014 | 973   | +2.9% |
| 2015 | 1,000 | +2.8% |
| 2016 | 991   | −0.9% |

## 명소
- 브리오르 수도교 - 고대 로마 시대의 수도교로 1904년 8월 사적지로 등재되었다.
- 론 강의 갈리아 시대 지어진 항구
- 브리오르 역사고고학회 박물관
- 생탕드레 성
- 브리오르 생장바티스트 교회
- 브리오르 다리

## 같이 보기
- 앵 주의 코뮌 목록